# 佐藤ショウジ
佐藤 ショウジ（さとう ショウジ）は、日本の漫画家。大分県出身、大分在住。
六道神士のアシスタント師と仰ぎ、彼から受け継いだ巨乳と汁気の多い画風が特徴。成人向け漫画や同人誌においては、INAZUMAを名乗る。自身の個人サークル“Digital Accel Works”で成人向け同人誌を発行。
代々木アニメーション学院福岡校卒業。彼のイラストを使ったポスターが校内に貼られている。

## 経歴
第3回ヤングキングアワーズ新人漫画賞受賞。
2002年に『ヤングキングアワーズ』（少年画報社）などに掲載された『ふたりぼっち伝説』でデビュー。
2006年に『月刊ドラゴンエイジ』（富士見書房）にて『学園黙示録 HIGHSCHOOL OF THE DEAD』の連載を開始。佐藤大輔が原作を務め、佐藤ショウジは作画を担当。2009年、同誌にて『トリアージX』の連載を開始。
2010年に『学園黙示録 HIGHSCHOOL OF THE DEAD』がテレビアニメ化。佐藤ショウジはゾンビ役の声優としてテレビアニメに出演している。
2012年8月9日、初の画集『佐藤ショウジアートワークス 学園黙示録HIGHSCHOOL OF THE DEAD&トリアージX LIGHTNING POP』を発売。
2015年4月に『トリアージX』のテレビアニメが放送される。
2015年11月には『マルとほね 佐藤ショウジ初期作品集』が発売され、「佐藤ショウジ画業13周年キャンペーン」を開催。
2017年9月、『別冊ドラゴンエイジ』（KADOKAWA）が創刊され、創刊号より『神装魔法少女ハウリングムーン』の連載を開始。原作をサイトウケンジが務め、佐藤は作画を担当。

## 作品リスト

### 連載
- ふたりぼっち伝説（少年画報社『ヤングキングアワーズ』ほか、2002年 - 不定期連載、既刊1巻）
- 学園黙示録 HIGHSCHOOL OF THE DEAD（原作：佐藤大輔、富士見書房『月刊ドラゴンエイジ』2006年9月号 - 2013年5月号） - 2017年3月22日、原作者の佐藤大輔が逝去したことにより、本原作は絶筆となった。
- トリアージX（富士見書房『月刊ドラゴンエイジ』2009年5月号 - 連載中、既刊29巻）
- FIRE FIRE FIRE トリプルファイヤー（集英社『JC.COM』Vol.1 - Vol.12、全2巻）
- FIRE FIRE FIRE BLACK SWORD（ホーム社『画楽ノ杜』[11]2013年5月 - 2014年11月配信、全2巻）
- 神装魔法少女ハウリングムーン（原作：サイトウケンジ、KADOKAWA『別冊ドラゴンエイジ』Vol.1[10] - →『ヤングドラゴンエイジ』、全3巻）

### 読み切り
- アンリアル・サンダウン（少年画報社『ヤングキングアワーズ』2005年10月号増刊『HELLSING』特集号、富士見書房『月刊ドラゴンエイジ』2007年5月号別冊付録『学園黙示録 HIGHSCHOOL OF THE DEAD plus』重録）
- アンリアル サンシャイン（少年画報社『ヤングキングアワーズ』2006年3月号増刊『アワーズプラス』揭載、富士見書房『月刊ドラゴンエイジ』2008年10月号別冊付録『学園黙示録 HIGHSCHOOL OF THE DEAD Talk Session Special』重録）

### アンソロジー
- ドリームクラブ アンソロジーコミック（2009年9月発売[12]） - カラーイラスト[12]
- トリニティセブン 7人の魔書使い コミックアンソロジー（2016年1月9日発売[13]） - 漫画[13]

### 挿画
- タタの魔法使い（KADOKAWA『電撃文庫』、2018年2月10日 - 、既刊3巻） - イラスト

### 寄稿
- 電撃大王歴代ヒロインズギャラリー（アスキー・メディアワークス『月刊コミック電撃大王』2009年6月号付録[14]） - 『あずまんが大王』のイラスト担当[14]
- 角★コミ2011夏 PR用キービジュアル（2011年6月[15]） - 『学園黙示録 HIGHSCHOOL OF THE DEAD』のイラストで参加[15]
- 『マケン姫っ!』小冊子（『月刊ドラゴンエイジ』2011年11月号付録[16]） - カラーイラスト[16]
- 角★コミ2012夏 大分県イラスト（2012年6月[17]） - 『トリアージX』の描きおろしイラストで参加[17]
- 『ロードス島戦記』デジタルリマスターBlu-rayBOX コミックとらのあな限定版特典画集（2013年11月29日発売[18]）
- 角★コミ2014夏 描き下ろし暑中お見舞いはがき（2014年6月[19]） - 『トリアージX』のイラストで参加[19]
- 『月刊ドラゴンエイジ』創刊13周年 寄せ書き（『月刊ドラゴンエイジ』2016年5月号[20]）
- ハロウィンテーマのポストカードブック（『月刊ドラゴンエイジ』2016年11月号付録[21]） - 描きおろしイラスト[21]
- よしむらかな『MURCIELAGO -ムルシエラゴ-』第20巻（2021年10月25日発売[22]） - イラスト寄稿[22]